# أوتو كيرن
أوتو كيرن (بالألمانية: Otto Kern)‏ هو مؤرخ ألماني، ولد في 14 فبراير 1863 في Schulpforte ‏ في ألمانيا، وتوفي في 31 يناير 1942 في هاله في ألمانيا.